# 清华大学西校门
清华大学西校门是清華大學西側入口，位於北京市海淀區的清華西路與中關村北大街交叉口，與圓明園只有一牆之隔。西校門高大雄偉，採用石材建造，門前有兩座雄壯的石獅，護衛著大門。毛澤東親筆寫的清華大學校名篆刻在西校門正額上方。

## 歷史
西校門建於1933年，建成後取代原有校門，即二校門，是清華校園版圖擴張後的寫照。西校門同時也是清華最早見到「解放」的地方，1948年12月15日，解放軍進駐海淀，18日，解放军第13兵团政治部在西校门张贴布告，称：
為佈告事：查清華大學为中國北方高級學府之一，凡我軍政民機關一切人員，均應本我黨我軍既定愛護與重視文化教育之方針，嚴加保護，不准滋擾，尚望學校當局及全體同學，照常進行教育，安心求學，維持學校秩序。特此佈告，俾眾週知！

## 保護
2001年，西校門作为清華大學早期建築的一部分被国务院正式公布为第五批全国重点文物保护单位。2016年被列入為“首批中国20世纪建筑遗产”。